# Dread Central
Dread Central — американский веб-сайт посвящённый новостям, интервью и рецензиям из мира кино, комиксов, литературы и игр в жанре ужаса. Основан в 2006 году. 

## История
Основан в 2006 году после того как веб-команда покинула проект по разработке кабельного телевизионного канала ужасов.
В 2016 году Dread Central начал финансово поддерживаться читателями через Patreon став первым новостным жанровым сайтом, перешедшим от рекламной поддержки к массовой. В числе знаменитостей поддержавших его развитие Джон Карпентер, Гейл Энн Хёрд, Сид Хэйг, Адам Грин и Даррен Линн Боусман.
С 3 августа 2018 года по 30 сентября 2019 года главным редакторам являлся Джонатан Баркан. Его преемникам стали Джош Милликан и Элис Вакс.

## Деятельность
Редакция сайта использует псевдонимы на тему ужасов. Веб-сайт имеет широкую направленность и охватывает как основные, так и второстепенные темы, от фильмов ужасов до комиксов и игрушек. Помимо обзоров и новостей, на нём также размещаются несколько подкастов. Сайт нацелен на мужскую аудиторию и отдаёт предпочтение острым, эксплуатационным фильмам.
В 2007 совместно с VersusMedia проводился конкурс независимых короткометражек Horror D'Oeuvres. 
В 2008 году Dread Central совместно с несколькими другими известными сайтами ужасов и студиями провёл аукцион на тему ужасов, чтобы собрать деньги для Entertainment Industry Foundation. 
В 2013 году совместно с музеем Gas Lamp Museum и Сан-Диегскими охотниками на привидений проводилась охота за привидением Уильяма Хита Дэвиса. 
В 2013 году Dread Central начал предлагать «Коробку ужаса», случайный пакет, полный товаров, ежемесячно доставляемый подписчикам, один из которых случайным образом выбирается для получения «специального выпуска» стоимостью 250 долларов.

### CineMayhem
В 2013 году совместно с Хизер Уиксон был основан фестиваль независимых жанровых фильмов CineMayhem, открытие которого состоялось 2–3 марта в городе Таузенд-Оукс, штат Калифорния. Фестиваль проходит при поддержке Scream Factory, Sideshow Collectibles, Magnet Releasing и Breaking Glass Pictures.

### Reaper Awards
Dread Central совместно с Home Media Magazine является учредителем премии Reaper Award за лучшие фильмы в жанре ужаса для домашнего просмотра и direct-to-video. Ежегодные награждения проводятся в гостинице Hollywood Roosevelt.

### Dread Central Media
В рамках веб-сайта существует студия Dread Central Media (с 29 января 2019 года — DREAD Originals), специализирующаяся на фильмах ужасов, выпускаемых для кинотеатров и по запросу, владельцем которой с 2017 года является кинокомпания Epic Pictures Group.
Среди снятых фильмов: «В ад и обратно: история Кейна Ходдера», «Вампир Видар», «Голем», «Дядя Дятел», «Жертва», «Зомбилогия: наслаждайтесь вечерком», «Зона мёртвых», «Имитация девушки», «Книга монстров», «Крайность», «Лассо», «Месть на Хеллоуин», «Обитатели», «Покрошить красоток», «Режиссёрская версия», «Тёмный лес», «Ужасающий».

## Награды
- Веб-сайт недели телеканала AMC (2008)[11];
- Лауреат премии Rondo Hatton Classic Horror Award[англ.] (2009—2012) за лучший веб-сайт[26][27][28][29];
- Номинация журнала Total Film за лучший блог ужаса (2010)[30];